# Tillandsia 'Aleta'
Tillandsia 'Aleta' es un  cultivar híbrido del género Tillandsia perteneciente a la familia  Bromeliaceae.
Es un híbrido creado en el año 1992 con las especies Tillandsia ionantha × Tillandsia paucifolia